# Barrett M99
 (février 2014).
Si vous disposez d'ouvrages ou d'articles de référence ou si vous connaissez des sites web de qualité traitant du thème abordé ici, merci de compléter l'article en donnant les références utiles à sa vérifiabilité et en les liant à la section « Notes et références ».

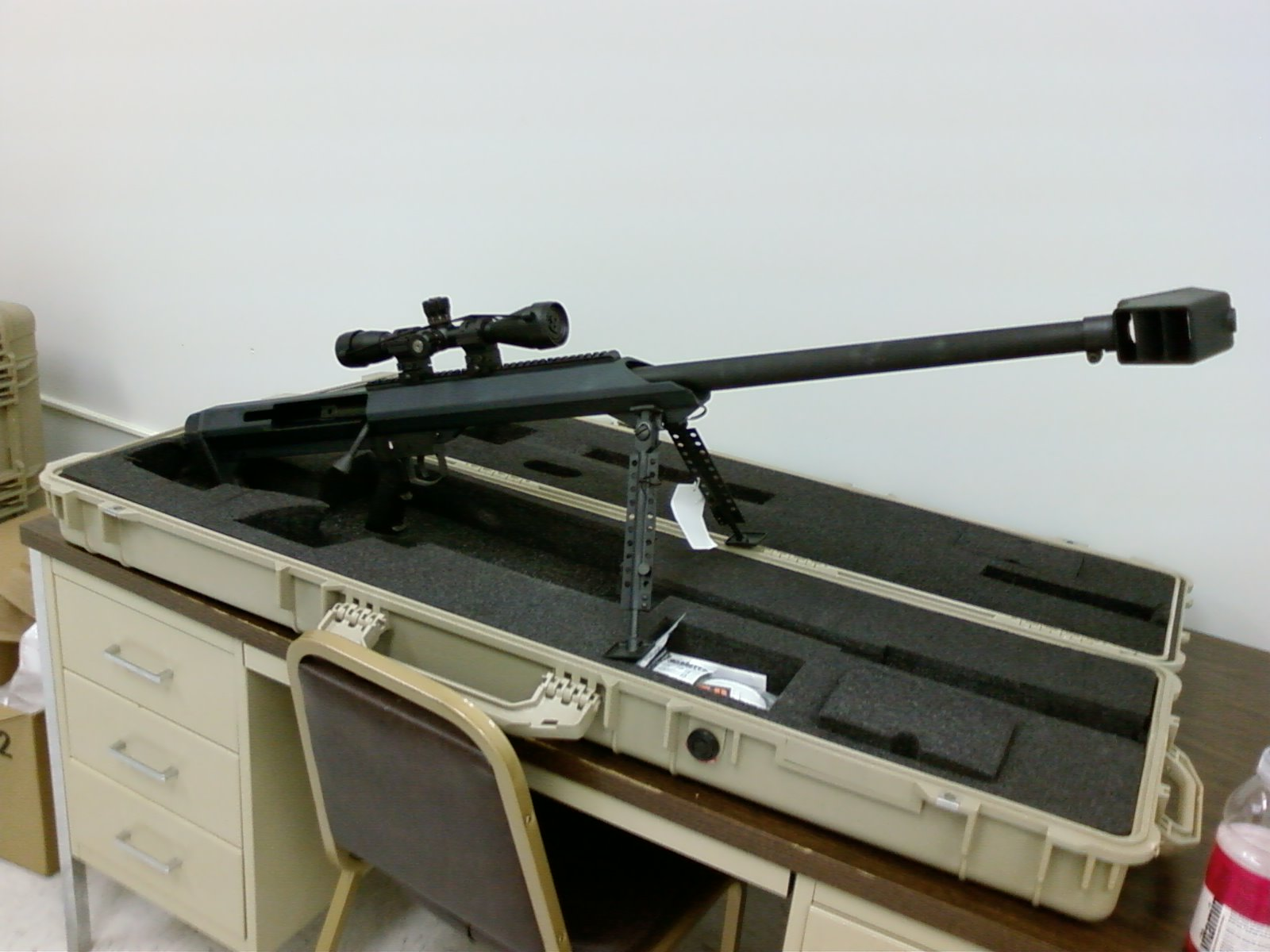

Le Barrett M99 est un fusil de précision américain construit en 1999 par l'enseigne Barrett Firearms Manufacturing. 

## Description
Il est chambré en .416 Barrett ou .50bmg, une munition à la pointe de la précision. Contrairement à d'autres fusils celui-ci fonctionne en bullpup, et sans chargeur. Il n'y a pas de magasin non plus, un seul coup seulement. Il est doté d'un canon de 32 ou 29 pouces, seulement 29 pouces pour le cal .50. 